# Magnetic
| Recensione | Giudizio |
| ---------- | -------- |
| AllMusic   |          |

Magnetic è il decimo album discografico in studio del gruppo musicale statunitense Goo Goo Dolls, pubblicato nel giugno 2013.

## Tracce
1. Rebel Beat – 3:34
2. When the World Breaks Your Heart – 3:33
3. Slow It Down – 3:11
4. Caught in the Storm – 3:57
5. Come to Me – 3:45
6. Bringing on the Light – 3:16
7. More of You – 3:26
8. Bulletproofangel – 3:23
9. Last Hot Night – 3:37
10. Happiest of Days – 3:31
11. Keep the Car Running – 4:08

Bonus tracks
1. Home (live) – 4:35
2. Black Balloon (live) – 4:25

## Classifiche
- Billboard 200 (Stati Uniti) - #8[2]